# Volatilidade
Em ciências como a química e a física, a volatilidade é uma 
grandeza que está relacionada à facilidade da substância de passar do estado líquido ao estado de vapor ou gasoso. Essa facilidade depende do referencial; por isso, a volatilidade é sempre relativa: leva em conta duas substâncias, sendo uma delas a substância referência.
A volatilidade relativa entre uma substância A e uma substância B é definida da seguinte forma: 
Onde:
| αAB     | volatilidade relativa entre A e B                                                         |
| yAe,yBe | frações molares de A e B, respectivamente, na fase vapor em equilíbrio com a fase líquida |
| xAe,xBe | frações molares de A e B, respectivamente, na fase líquida em equilíbrio com a fase vapor |

Volatilidade relativa abaixo de um (αAB < 1) indica que B é mais volátil que A; caso contrário, se a volatilidade relativa é maior que um (αAB > 1), A é mais volátil que B.
Caso a fase líquida seja uma mistura ideal, pode-se admitir a lei de Raoult como válida:
Onde:
| pA, pB      | pressões parciais de A e B, respectivamente                |
| PAsat,PBsat | pressões de vapor de A e B, respectivamente                |
| xA,xB       | frações molares de A e B, respectivamente, na fase líquida |

Se a fase vapor for um gás ideal, vale a lei de Dalton:
Onde:
| yA, yB | frações molares de A e B, respectivamente, na fase vapor |
| P      | pressão total do sistema                                 |

Substituindo [2] em [4] e [3] em [5], ficamos com:
Substituindo as duas equações anteriores em [1], obtemos:
Ou seja, em casos de equilíbrio líquido-vapor "totalmente ideais", a volatilidade relativa entre duas substâncias em uma mistura é uma simples relação de pressões de vapor.
Embora a pressão de vapor seja fortemente dependente da temperatura, a razão entre pressões de vapor é muito menos dependente da temperatura, o que faz, da volatilidade relativa, um bom candidato para os cálculos de equilíbrio líquido-vapor em processos de purificação contínua por destilação.